# رضایت آگاهانه
رضایت آگاهانه (انگلیسی: Informed consent) مبتنی بر این اصل است که بیمار مطابق با اخلاق و قوانین پزشکی باید پیش از درمان، اطلاعات کافی دریافت کرده و بتواند آگاهانه به ادامه درمان رضایت دهد. معمولاً مسئولیت حصول اطمینان از آگاهانه بودن رضایت بیمار بر عهده درمانگر است. رضایت آگاهانه، علاوه بر درمان، شامل تحقیقات، مراقبتهای پزشکی و افشای اطلاعات مربوط به بیمار نیز می‌شود.
رضایت آگاهانه یک اصطلاح حقوقی است که در میثاق بین‌المللی حقوق مدنی و سیاسی تصریح شده‌است. این پیمان بین‌المللی در سال ۱۹۶۶م، از تصویب سازمان ملل متحد گذشت و مقرر شد که تا پیش از ۲۳ مارس ۱۹۷۶م، به موقع اجرا گذاشته شود. ماده ۷ این پیمان صراحتاً انجام آزمون‌های علمی بر روی افراد، بدون اخذ رضایت آگاهانه از آنها را ممنوع می‌کند. در سپتامبر سال ۲۰۱۹م، این پیمان توسط ۱۷۳ کشور جهان امضاء شد و از آن تاریخ، ۶ کشور دیگر نیز به صورت غیررسمی به آن ملحق شدند.

در عمل، رضایت آگاهانه، به معنی درک روشن بیمار یا شخص تحت مراقبت، از حقایق مربوط و پیامدهای ناشی از اقدامات درمانی یا پژوهشی است. رضایت یک شخص، تنها در صورتی معتبر است که آن شخص، دارای بلوغ فکری و عاطفی باشد. هرنوع عوارضی که باعث اختلال در قوت قضاوت شخص شوند، مانند اضطراب شدید، ضعف قوای ذهنی یا شعور اجتماعی، مسمومیت، خستگی مفرط و محرومیت از خواب، اختلالات ناشی از سوانح، بیماریهایی نظیر  آلزایمر و وضعیت کما باعث ابطال اعتبار رضایت آگاهانه می‌شوند.
در مواردی، اخذ رضایت آگاهانه مستقیم از فرد، ضروری نیست. برای مثال، اخذ رضایت از شخصی که در حالت بیهوشی است و تعلل در درمان وی، بتواند به مرگ انجامد، لازم نیست. اما در اکثر موارد، اگر شخصی خود قادر به اعلام رضایت نباشد، اخذ رضایت از ولی حقوقی آن شخص ضروری است. برای مثال در درمان کودکان یا کسانی که تحت قیومیت شخص دیگری قرار دارند، جلب رضایت قیم، پیش از اقدام به درمان لازم است. هر چند در این موارد نیز غالباً خود شخص نیز باید از اقدام درمانی یا پژوهشی، لااقل با خبر باشد.
جلب رضایت یک فرد، بدون آنکه اطلاعات کافی در اختیار وی گذاشته شود یا به دلایلی در هنگام اعلام رضایت، واجد شرایط مقرر نباشد، علاوه بر جوانب ضد اخلاقی، یک جرم جدی است که در قانون پیش‌بینی شده‌است. چنین مواردی توسط کمیته‌های معتمد و شورای پزشکی بررسی شده و به مقامات قضایی گزارش می‌شوند.

الگوهای ثبت و ابلاغ رضایت آگاهانه در وبگاه سازمان بهداشت جهانی موجود است.

## ارزیابی در عمل
ارزیابی صحت و تأیید یک رضایت آگاهانه در عمل مشکل است، چرا که نه ابراز رضایت و نه ادعای درک مطلب و نه حتی اصرار بر حصول چنین درکی، به خودی خود بر درک کامل وضعیت و پی آمدهای آن دلالت نمی‌کند. درک واقعی افراد از یک وضعیت، یک ذهنیت درونی بوده و قابل مشاهده مستقیم توسط ناظران خارجی نیست.اعلام رضایتی که مبتنی بر آگاهی است، در قالب الگوهای معین کتبی و شفاهی مختصر نمی‌شود، بلکه دامنه آن شامل کیفیت ارتباط و منطق و شعور عام نیز می‌شود. در موارد خاصی، که برای مثال قانون صراحتاً قدغن کرده یا طبق شعور عام قدغن بودن امری بدیهی است، صرف اخذ رضایت از فرد کافی نیست، حتی اگر شخص اصرار کند که رضایت وی از روی آگاهی کامل ابراز شده‌است.
با این حال یک رضایت آگاهانه، همیشه باید تا حدودی بر اسناد رسمی تکیه کند. این اسناد می‌تواند برای مثال رضایت نامه کتبی یا گزارش کتبی ناظران از حصول رضایت به صورت سند رسمی باشد. این امر، یعنی اتکاء بر اسناد رسمی خصوصاً در مواردی که رابطه یا مسائل جنسی در آنها دخیل است، صرف نظر از ملاحظات جانبی و رعایت هنجارها، حائز اهمیت است. همچنین در مواردی که شخص رضایت به اجرا یا عدم اجرای عملی دهد که در آینده اتفاق خواهد افتاد، علاوه بر رضایت ضمنی، وجود سند نیز لازم است. مانند زمانی که بیماران مبتلا به امراض لاعلاج، ضمن ابراز خواست واقعی خود در مورد ادامه یا عدم ادامه درمان، باید دستور العمل رسمی مربوط، برای مثال دی‌ان‌آر را نیز امضاء کنند.

#### چند مثال به اختصار در توضیح موارد بالا
- ممکن است شخصی در اثر ترس، تنگی وقت، فشار گروهی یا عدم تعادل روانی، احساسات واقعی خود را مخفی کرده و به انجام عملی رضایت دهد. دریافت کننده رضایت نیز بی‌خبر از این شرایط، رضایت را بپذیرد. چنین رضایتی ظاهری قابل قبول دارد و دریافت کننده رضایت نیز اگر در ادعای بی‌خبری خود صادق باشد، از اتهام حقوقی مبراست. اما طبق پیش‌بینی آئین‌نامه نورنبرگ، رضایت دهنده، می‌تواند، آزادانه، در اولین فرصت، از رضایت خود انصراف دهد.
- ممکن است رضایت دهنده ادعا کند که درک وی از پی آمدهای اجرایی برنامه درمانی یا پژوهشی ناقص بوده و بر این اساس اعتبار رضایت را انکار کند. در چنین مواردی وجود رضایت کتبی، می‌تواند از نظر قانونی تعیین‌کننده باشد. برای مثال یک پزشک باید بتواند به رضایت نامه ای که رسماً امضاء شده، اعتماد کند. بنابر این یک رضایت کتبی، بدون ارائه دلایل کافی و اثبات غیرقانونی بودن رضایت نامه، معمولاً قابل انکار نیست.
- در شرایط اضطراری، یک رضایت آگاهانه می‌تواند بنابر تشخیص پزشک، نظر به ملاحظات مهم جسمی و جانی نادیده گرفته شود.[۶]

## شرایط رضایت آگاهانه معتبر
رضایت آگاهانه یک شخص زمانی معتبر است که ۳ شرط اساسی در آن مراعات شده باشد. این سه شرط عبارتند از: ۱. دسترسی به اطلاعات روشن ۲. توانایی درک اطلاعات مربوط ۳. آزادی انتخاب
- دسترسی به اطلاعات روشن، به این معنی است که درمانگر یا پژوهشگر، تمام اطلاعات لازم که برای اتخاذ یک تصمیم مستقل لازم است را در اختیار داوطلب قرار دهد و از دریافت و درک اطلاعات توسط وی اطمینان حاصل کند. در عمل این به آن معنی است که متن رضایت نامه رسمی، ضمن رعایت نکات علمی و قانونی، به زبانی ساده، و قابل درک برای عموم نوشته شده و نیز نکات مهم، به صورت شفاهی با زبانی ساده توضیح داده شوند.
- توانایی درک اطلاعات مربوط، به این معنی است که پژوهشگر باید از بلوغ و سلامت فکری و عاطفی و قدرت قضاوت داوطلب، اطمینان حاصل کند.
- آزادی انتخاب به این معنی است که پژوهشگر باید اطمینان حاصل کند که دریافت رضایت از داوطلب، تحت فشار عواملی نامربوط، مانند شکنجه، تهدید یا فریب صورت نگرفته‌است.[۷][۸]

## چشم پوشی از دریافت رضایت
در شرایط خاصی دریافت رضایت از شخص تحت درمان یا آزمون، الزامی نیست و مقامات مسئول می‌توانند به اقتضای شرایط و اهداف مورد نظر از دریافت رضایت آگاهانه، چشم پوشی کنند. برای مثال در مواردی که یک آسیب جدی، قابل پیش‌بینی نیست و شورای نظارت بر مسائل اخلاقی، لزوم محرمانه ماندن یکسری از اطلاعات را بپذیرد. همچنین مقامات قضایی می‌توانند بر پایه قوانین ملی و محلی مواردی را استثناء کنند.
شرایط اضطراری مانند شرایط جنگی یا محیط‌های نظامی نیز می‌توانند باعث چشم پوشی از دریافت رضایت شوند. با این حال انجام تحقیقات علمی بر روی انسان، بدون دریافت رضایت قبلی، مشروط به کسب معافیت از مقامات صالح در این خصوص است. صدور حکم معافیت می‌تواند برای مثال، شامل موردی باشد که تکمیل یک شیوه درمان در خدمت مجروح شدگان ارتش ایجاد ضرورت کند. به شرط آن که همه دستورالعمل‌ها و قوانین دیگر، طی آن رعایت شوند. همچنین اگر شخص تحت درمان یا مطالعه، دارای منافع مستقیمی از انجام درمان یا ادامه مطالعات باشد، مقامات قضایی می‌توانند با توجه به مصوبات قانونی، درمانگر را از کسب رضایت آگاهانه شخص تحت درمان، معاف کنند.